# Dovletyarli
Dovletyarli est un village de la région de Fizouli en Azerbaïdjan.

## Histoire
En 1993-2020, Dovletyarli était sous le contrôle des forces armées arméniennes. En 2020, la région de Fizouli, y compris le village de Dovletyarli a été rétrocédée à l'Azerbaïdjan.

## Économie
La principale occupation de la population est l'élevage, viticulture, céréaliculture et l'agriculture.